# Ahmed Salum I Ould Mohammed
Ahmed Saloum I Ould Mohammed fou emir de Trarza (1871-1873) successor del seu germà Sidi Mbaïrika Ould Mohammed al que va assassinar junt amb els seus germans de la mateixa mare.
Ali Diombot Ould Mohammed, el seu germà de diferent mare, es trobava a Saint Louis del Senegal, quant va saber la mort de Sidi Mbaïrika Ould Mohammed. Ali Diombot va reclamar la dignitat emiral i la venjança del seu germà. Es va dirigir a la seva família materna del Waalo on es van refugiar també els seus tres nebots Mohammed Fal, Ahmed Deïd i Baba, els fills de Sidi Mbaïrika, als que va agafar sota la seva protecció. Va rebre el jurament de fidelitat de la major part dels Oulad Ahmed ben Daman (la facció dels Oulad Daman donava suport al nou emir). Els seus oncles materns van posar a la seva disposició contingents de soldats negres.
Ahmed Saloum I va demanar suport als francesos, però no ho va aconseguir, car França no era partidària d'aquest crim. Si que va aconseguir suport dels Idou Aïch del Tagant. Mentre Ali Diombot havia reunit prou forces i les va transportar a l'altre costat i va començar la lluita. Finalment una nit, Ali Diombot es va presentar amb els seus wòlofs a Jolla, prop de Méderdra, atacant els campaments d'Ahmed Saloum I mentre dormien i van fer una massacre. Els Ida Ou Aïch van retornar al Tagant i l'emir i els seus germans van fugir amb ells, però continuaven les intrigues.
Ahmed i els seus germans havien subornat a Lat Dior, damel del Cayor, que havia promès assolar el Waalo al moment oportú per fer una diversió i desorganitzar l'avituallament de les forces d'Ali Diombot; fins i tot un partit favorable a Saint Louis del Senegal dirigit per l'aventurer de nom Pèdre Alassane que els assegurava la neutralitat quan no la simpatia del governador, i al cap de pocs mesos van retornar amb contingents Ida Ou Aïch i van sorprendre a Aïchaïa prop d'Habbaïa, en terres dels Ida Ou Ali, el petit campament d'Ali. Aquest es va veure perdut i va emprar un estratagema: va enviar els marabuts per negociar oferint acceptar totes les condicions i mentre va enviar a buscar al seu exèrcit manat per Mohammed ben Abi Bakar, que estava prop d'allí; en les converses va arribar la nit i es va acordar la rendició l'endemà, però al trencar l'alba van arribar les forces de Mohammed ben Abi Bakar que es van llençar contra Ahmed Saloum I i els seus i els van derrotar. L'emir va morir i dos germans, Brahim Saloum i Lobbat, foren morts poc després a Adnech; un altre germà, Mokhtar Saloum, va morir a Gouioui, prop de Badi, a l'Iguidi; Lefjah fou mort a Arboussit, pous dels Oulad Diman, o be a In Xidbane. De tous els fills de l'emir Mohammed Al-Habib i de Fatma, només es va salvar Amar Saloum, que va fer submissió a Ali Diombot. Els Ida Ou Aïch va retornar al Tagant. Ali Diombot Ould Mohammed fou proclamat emir el mateix dia, sense oposició (1873).